# Mežakla
Mežakla è un altopiano alpino nel nord-ovest della Slovenia. Si trova a circa 1000 m s.l.m. nelle Alpi Giulie, all'interno del Parco nazionale del Tricorno tra i fiumi Radovna e Sava Dolinka.

## Descrizione
Lungo circa 15 km è situato ai piedi delle Alpi Giulie, sopra la città di Jesenice. La sua altezza varia tra i 1000 ed i 1300 metri. È ricoperto prevalentemente di abeti rossi e faggi. Molto diffuso è il pascolo data la presenza di alcuni torrenti. Fa parte del Parco nazionale del Tricorno, il turismo non è sviluppato. La principale attrazione è il ponte naturale dell’estensione di 15 m, scolpito dalla naturale erosione dell'acqua.

## Vette principali
- Jerebikovec - 1.593 m
- Police - 956 m